# Gourdièges
Gourdièges é uma comuna francesa na região administrativa de Auvérnia-Ródano-Alpes, no departamento de Cantal. Estende-se por uma área de 8,71 km². Em 2010 a comuna tinha 60 habitantes (densidade: 6,9 hab./km²).